# Luminița Gliga
Luminița Gliga (n. 23 octombrie 1975, Brașov) este un artist vizual din România. Din anul 2003 este membră atât a Uniunii Artiștilor Plastici din România cât și a Asociației Internaționale a Artiștilor Plastici. Din 2008 este Doctor în Arte vizuale și membru al Academiei Romano-Americane de Arte și Științe ARA. Picturile Luminiței Gliga au fost expuse în galerii din Brașov, București, Cannes, Tokio, Paris, Marsilia, Elveția, New York, Londra, Beijing.
Luminița Gliga a urmat cursurile Liceului Pedagogic din Brașov, după care a absolvit, în 2002, Universitatea Națională de Arte din București, Facultatea de Arte Plastice, secția Pictură, la clasa prof. Sorin Ilfoveanu.
Are peste 30 de expoziții personale și peste 35 de grup atât în țară cât și în străinătate. Pentru realizările sale a fost răsplătită cu numeroase premii și diplome: Premiul ARA pentru Artă “Ionel Jianu”, Academia Americano–Română de Arte și Științe; Diploma oficială “M.C.A.” și Medalia de aur, Cannes (Franța); Diploma și Medalia de argint a Societății Academice “Arts–Sciences–Lettres”  (Paris, 2016), International Prize Michelangelo (Roma, 2019).

## Aprecieri critice
Criticul de artă Răzvan Theodorescu a afirmat despre Luminița Gliga următoarele:
„Atașată unor reminiscențe simboliste de bună factură, dar și tradiției foarte moderne a colajului, iubitoare de acorduri armonioase și acute, mergînd de la ocru la negru, într-o pictură cînd strălucitoare, cînd mată din compozițiile sale în acrylic, artista a făcut pelerinajul păgîn și creștin al Efesului, dar și pe cel mental, al Apocalipsei. Luminița Gliga, semnalată recent în prestigioasa revistă «Univers des Arts», are un viitor pe care îl salut și pe care i-l doresc luminos precum pictura sa.”